# Raniżów
Raniżów is een dorp in de Poolse woiwodschap Subkarpaten. De plaats maakt deel uit van de gemeente Raniżów en telt 2200 inwoners.

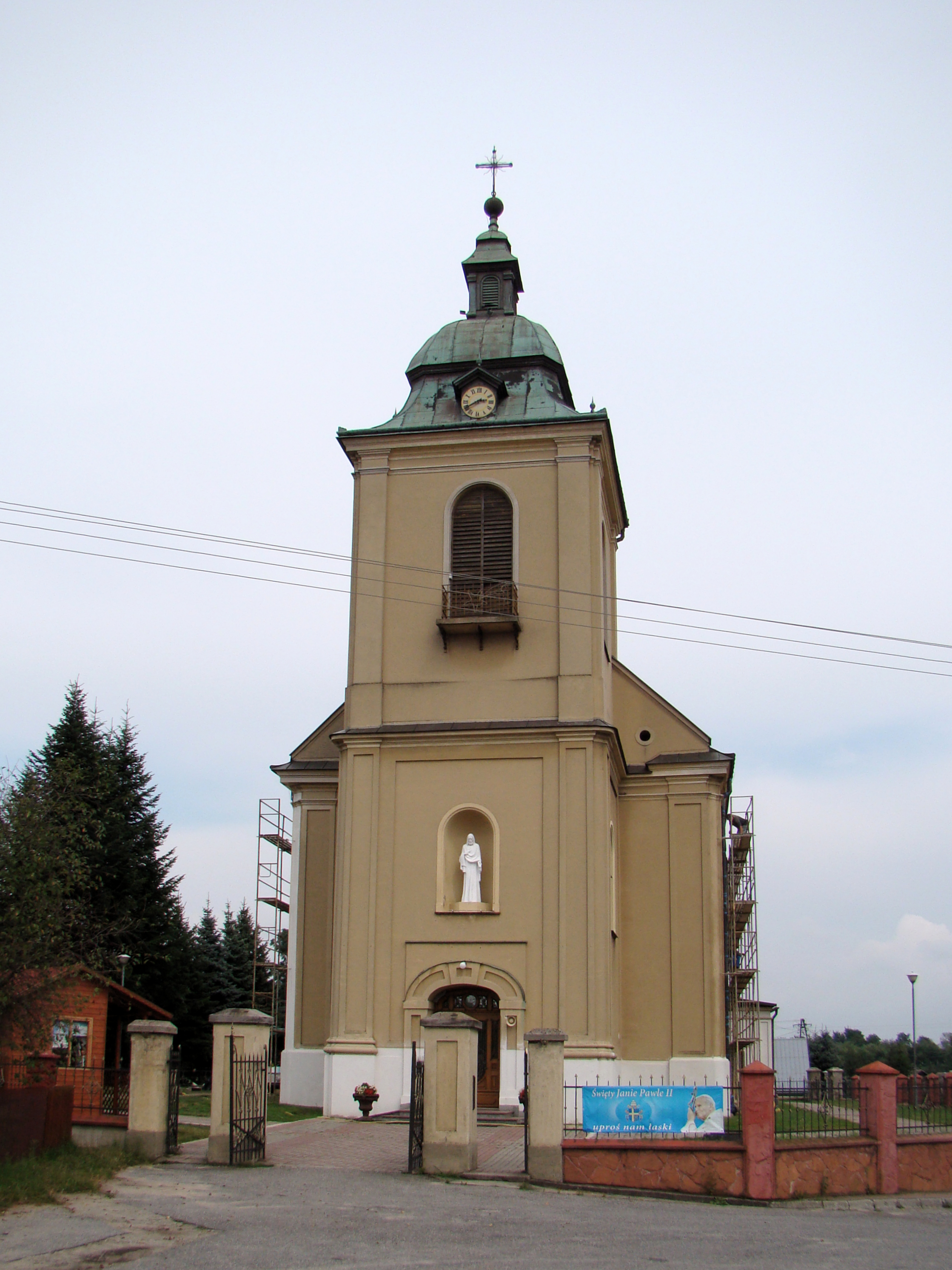
Kerk van Raniżów
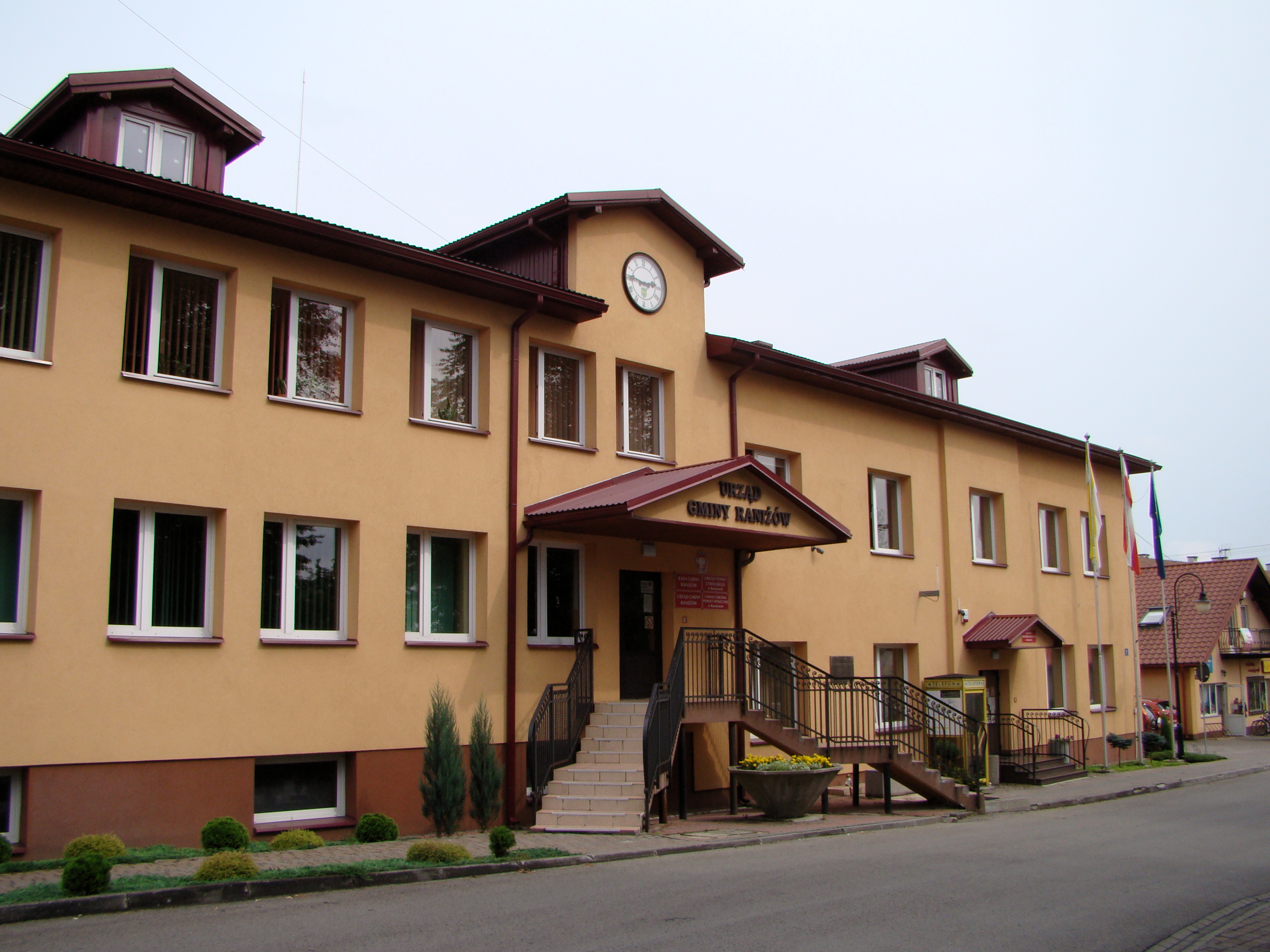
Gemeentehuis